# Longeville-sur-Mogne
Longeville-sur-Mogne is een gemeente in het Franse departement Aube (regio Grand Est) en telt 105 inwoners (2009). De plaats maakt deel uit van het arrondissement Troyes.

## Geografie
De oppervlakte van Longeville-sur-Mogne bedraagt 4,1 km², de bevolkingsdichtheid is dus 25,6 inwoners per km².
De onderstaande kaart toont de ligging van Longeville-sur-Mogne met de belangrijkste infrastructuur en aangrenzende gemeenten.

## Demografie
Onderstaande figuur toont het verloop van het inwonertal (bron: INSEE-tellingen).

Vanwege een beveiligingsprobleem met de MediaWiki Graph-software is het momenteel niet mogelijk deze grafiek weer te geven. Zodra de software is bijgewerkt zal de grafiek vanzelf weer zichtbaar worden.
1. ↑  Populations de référence 2022.